# Akai VS–37

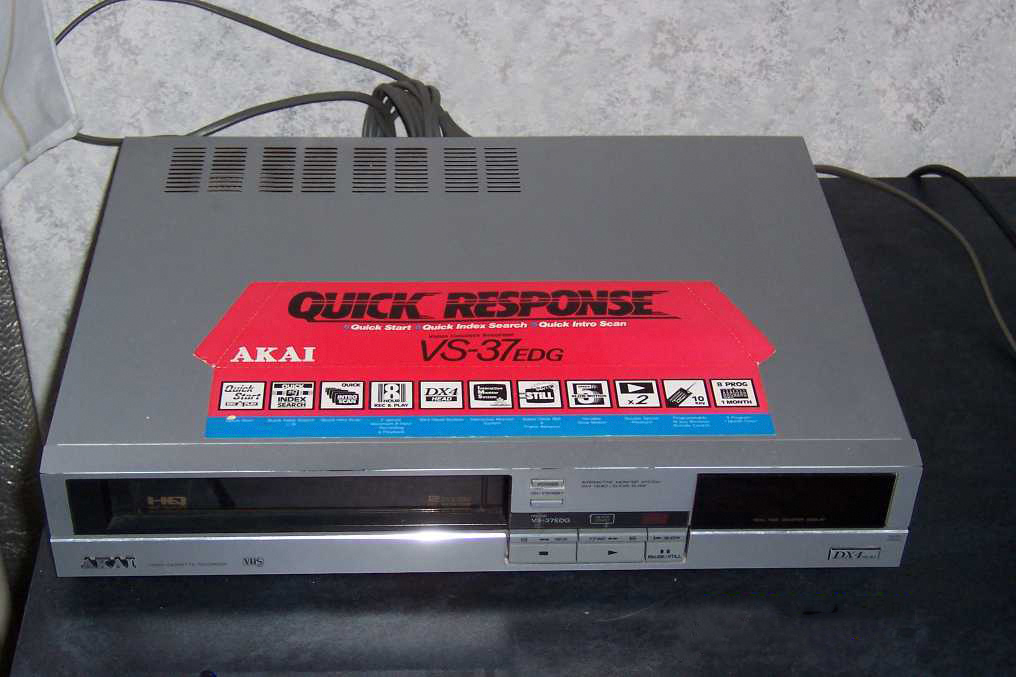
Az Akai VS-37EDG típusú videomagetofon

Az Akai cég VS-37 típusú VHS rendszerű videomagnetofonja, gyártották 1987 és 1990 között.
A japán Akai cég az 1980-as években élen járt a videómagnók gyártásában. Mind esztétikailag, mind a műszaki színvonalat tekintve igyekeztek a legkiemelkedőbb szolgáltatásokat nyújtani. A VS-37 típusú videómagnónál is megfigyelhetőek eme feltételek. Ugyanakkor sajnálatos módon típushibájuk volt a fejmotor meghibásodása.

## Leírás
Az Akai cég a VS-37 és VS-38-as típusoknál alkalmazta először az ún. quick-start funkciót, tehát a kazetta behelyezése után azonnal megindult a szalagbefűzés, ebből következően pedig itt alkalmazhatták először az ún. valós idő kijelzését is, ami az óra-perc-másodpercben eltelt időt mutatta, nem pedig a felcsévélő orsó megtett fordulatszámát, mint a korábbi videómagnóknál.
Szintén az Akai típusoknál volt jellemző az átlátszó kazettafészek-ajtó, a leereszkedő síktükör, és a kazetta behelyezése után felgyulladó lámpa, ami a VS–37-nél is megfigyelhető. Mindez arra szolgált, hogy a kazettafészek ajtaján betekintve látható legyen az ellátó orsón hátralévő szalag mennyisége, ezáltal megbecsülhető legyen, hogy elegendő-e még a szalag a kívánt felvétel készítéséhez, anélkül hogy a kazettát kiemelnénk.
Ugyancsak az Akai vezette be 1983-ban az OSD-funkciót is (On-Screen Display), mely szolgáltatás ebben a készülékben is megtalálható.
Magyarországon 1987 és 1991 között volt kapható kereskedelmi forgalomban, eleinte 49 900 Ft-os áron.

## Szolgáltatásai
- 62 programhely
- Quick-start funkció (kazetta behelyezése utáni azonnali szalagbefűzés)
- Index-jel keresés
- Intro-scan
- SP és LP felvételi üzemmód
- Kétszeres sebességű lejátszás
- Egy hónapra előre történő felvételi programozhatóság
- Infravörös távszabályzás
- Gyermekzár

## Tulajdonságok
- DX 4 fej
- RCA hang és kép ki- és bemenet
- PAL, SECAM és MESECAM rendszerű felvételek készítése/lejátszása